# Porxos del carrer del Castell
Els Porxos del carrer del Castell és una obra de Solsona protegida com a Bé Cultural d'Interès Local.

## Descripció
Porxos alts, aguantats per una columna i dos pilars en edificis de planta baixa, entresòl i dues plantes pis. Són a cal Codina, cal Molins i cal Davesas.